# Butești (Arada község)
Butești (románul: Butești) település Romániában, Erdélyben, Fehér megyében. Közigazgatásilag Arada községhez tartozik.

## Fekvése
Arada közelében fekvő település.

## Története
1956 előtt Giurgiuţ része volt. 1956-ban vált külön településsé, ekkor 199 lakosa volt. 1966-ban 189, 1977-ben 143, az 1992-es népszámláláskor pedig már csak 88 román lakosa volt.